# Bernd Stegemann (Dramaturg)

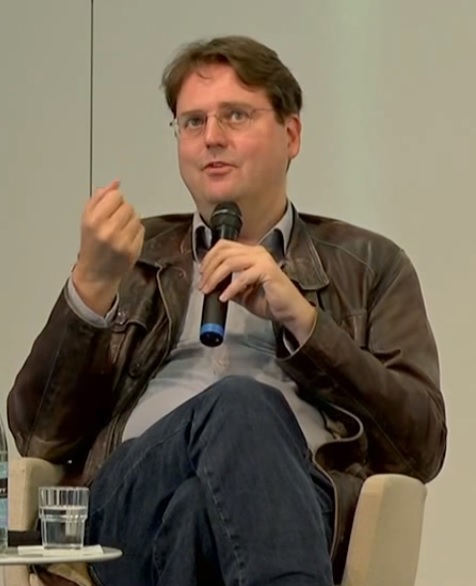
Bernd Stegemann, 2017

Bernd Stegemann (* 1967 in Münster) ist ein deutscher Essayist und Sachbuchautor sowie Professor für Theatergeschichte und Dramaturgie an der Hochschule für Schauspielkunst Ernst Busch.

## Leben
Stegemann stammt aus einfachen Verhältnissen. Er studierte Philosophie und Germanistik an der FU Berlin und der Universität Hamburg sowie später Schauspieltheater-Regieführung an der Hamburger Theaterakademie. Er wurde 1999 bei Manfred Brauneck zum Dr. phil. promoviert mit der Dissertation Die Gemeinschaft als Drama: eine systemtheoretische Dramaturgie, die 2001 beim Deutschen Universitäts-Verlag auch als Buchveröffentlichung herauskam.
Von 1999 bis 2002 war er Chefdramaturg am Frankfurter TAT. Im Jahr 2004 wechselte er in die Dramaturgie am Deutschen Theater Berlin. 2005 wurde er zum Professor für Theatergeschichte und Dramaturgie an der Hochschule für Schauspielkunst Ernst Busch berufen. Von 2008 bis 2017 war er zudem Dramaturg (2009 bis 2011 Chefdramaturg und ab 2011 Gastdramaturg) an der Schaubühne am Lehniner Platz in Berlin. Er arbeitete als Dramaturg wiederholt mit Regisseuren wie Michael Thalheimer, Friederike Heller, Nicolas Stemann und Robert Schuster zusammen. Er war als Gastdramaturg unter anderem auf Kampnagel Hamburg, den Wiener Festwochen und den Salzburger Festspielen tätig. Seit 2017 arbeitete er nebenher als Dramaturg am Berliner Ensemble.
Er war bis 2007 Mitherausgeber der Blätter des Deutschen Theaters. 2007 erschien sein Stanislawski-Reader im Henschel-Verlag Berlin. Im Frühjahr 2009 erschienen im Verlag von Theater der Zeit die beiden ersten Bände der neuen Reihe Lektionen: Band 1 Dramaturgie und Band 2 Regie (zusammen mit Nicole Gronemeyer). 2010 erschienen die beiden nächsten Bände: Band 3 und 4 Schauspielen Theorie. Im Verlag Theater der Zeit erschien 2013 Stegemanns Monographie Kritik des Theaters und 2015 sein Buch Lob des Realismus. Weitere Einzelveröffentlichungen zu Kunst und Theater erschienen u. a. in Lettre International, The Routledge Companion to Dramaturgy und Theater der Zeit. Seit 2018 hat Stegemann eine Kolumne im Monatsmagazin Cicero.
Anfang 2017 veröffentlichte er das Buch Das Gespenst des Populismus. Ein Essay zur politischen Dramaturgie (Verlag Theater der Zeit). „Das Zeitalter des Populismus“ nennt er das beginnende 21. Jahrhundert und sieht als eindeutige Zeichen „Trump, Brexit und Wahlsiege rechtspopulistischer Parteien in Europa“. Die üblichen Reaktions- und Lösungsvorschläge greifen seiner Ansicht nach zu kurz. Stegemann fordert eine grundsätzliche Auseinandersetzung und sieht die einzige Lösung in der Selbstkritik des Liberalismus; im Kern gehe es um die Auseinandersetzung „zwischen der globalen Macht des Kapitals und den Menschen“. Der Tagesspiegel resümiert, dass Stegemann einen „linken Populismus [fordert], der sich gegen den rechten und gegen den liberalen Populismus der Mehrheitsgesellschaft stellt“.
Stegemann unterstützte 2018/2019 die Idee Oskar Lafontaines und Sahra Wagenknechts zur Gründung einer linken Sammlungsbewegung, einer überparteilichen Initiative, die die zerstreute Linke zusammenführen soll. Er war Gründungsmitglied des Vereins „Aufstehen Trägerverein Sammlungsbewegung e. V.“ und bis zum Juni 2019 deren Vorsitzender.
Sein essayistisches Sachbuch Die Öffentlichkeit und ihre Feinde (Klett-Cotta 2021) kam im Februar/März 2021 auf die vorderen Plätze der Sachbuch-Bestenliste von Die Welt / WDR 5 / Neue Zürcher Zeitung / ORF-Radio Österreich 1. Der Titel spielt an auf Karl Poppers Die offene Gesellschaft und ihre Feinde. In diesem Buch zur Überforderung der Öffentlichkeit durch die Klimakrisenherausforderung analysiert er die große Gereiztheit in der deutschsprachigen Öffentlichkeit und lotet Wege aus, die aus der verfahrenen Lage führen. Die „Mängel unserer Kommunikationskultur“ könnten möglicherweise nur mit einer neuen Art „Demut“ bereinigt werden.

## Werke
- Die Gemeinschaft als Drama: eine systemtheoretische Dramaturgie. Deutscher-Universitäts-Verlag, Wiesbaden 2001, ISBN 978-3-8244-4469-4.
- Kritik des Theaters. Theater der Zeit, Berlin 2013, ISBN 978-3-943881-02-8.
- Lob des Realismus. Theater der Zeit, Berlin 2015, ISBN 978-3-95749-019-3.
- Das Gespenst des Populismus: Ein Essay zur politischen Dramaturgie. Theater der Zeit, Berlin 2017, ISBN 978-3-95749-097-1.
- Lob des Realismus. Die Debatte. Theater der Zeit, Berlin 2017.
- Die Moralfalle – Für eine Befreiung linker Politik. Berlin 2018, Matthes & Seitz, ISBN 978-3-95757-712-2.
- Die Öffentlichkeit und ihre Feinde. Klett-Cotta, Stuttgart 2021, ISBN 978-3-608-98419-4.
- Wutkultur. Theater der Zeit, Berlin 2021.
- Identitätspolitik. Matthes & Seitz, Berlin 2023, ISBN 978-3-7518-3002-7.
- Was vom Glauben bleibt: Wege aus der atheistischen Apokalypse. Klett-Cotta 2024,  ISBN 978-3-6089-8830-7.
- In falschen Händen: Wie Grüne Eliten eine ökologische Politik verhindern. Westend 2025, ISBN 978-3-8648-9460-2.